# Carl Örn
Carl Örn var en svensk målarmästare och kyrkomålare verksam under senare delen av 1600-talet.
Örn som var bosatt i Lidköping var en av de tidiga kyrkomålarna i Västergötland och bidrog starkt till seden att rikt utsmycka landskapets kyrkor. Hans produktion är relativt okänd men man vet att var verksam från 1686 och dekorerade predikstolen i Sunnersbergs kyrka 1698. Bland hans övriga kända arbeten är dekorationsmålningen av korskranket i Otterstads kyrka. 